# Badenweiler Marsch
La "Badonviller-Marsch" o más conocida como "Badenweiler Marsch" (AM II, 256) es una marcha militar bávara Compuesta en 1914 a inicios de la Primera Guerra Mundial por Georg Fürst (1870-1936). 
Después de 1934, su nombre fue traducido al alemán como "Badenweiler Marsch" por los nazis. se utilizó como marcha oficial de Hitler en su papel de Führer, para señalar su llegada y por tanto presencia personal en actos públicos.

## Historia

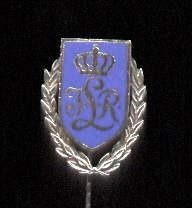
Pin del Regimiento de la Guardia Real de Infantería de Baviera, que luchó en Badonviller en 1914.

Georg Fürst compuso esta marcha como Badonviller-Marsch en honor al Regimiento de la Guardia Real de Infantería de Baviera. El título hace referencia a los combates del 12 de agosto de 1914 cerca de Badonviller en Lorena, donde el Regimiento de la Guardia Real de Infantería de Baviera (Königlich Bayerisches Infanterie-Leib-Regiment) logró una primera victoria contra los franceses al comienzo de la Primera Guerra Mundial. El animado motivo de entrada en dos tonos del compositor se inspiró, según algunos relatos, en las sirenas de las ambulancias de campaña, con las que se rescataba a los heridos. Esta marcha está incluida en la colección Heeresmarsch como HM II, 256.

## Periodo Durante la Alemania Nazi
Comúnmente de dice que esta marcha era la marcha favorita de Hitler. Sin embargo esta teoría no es del todo cierta, En la autobiografía de Traudl Junge, "Hasta la hora final", se especifica que esta nunca fue la marcha favorita de Hitler y que simplemente fue malinterpretado como tal debido a un comentario favorable que había hecho al respecto.

Después de la muerte de Paul von Hindenburg el 2 de agosto de 1934, la marcha se utilizó como un "Führer-Marsch" personal para Adolf Hitler junto con su posesión de un estandarte personalizado . Como se menciona en la edición de Henry Picker de las llamadas "Conversaciones de mesa" de Hitler, el papel de la marcha era evocar la presencia de Hitler como líder del Partido Nazi y jefe del estado alemán. Hitler afirmó ser la única fuente de poder en Alemania, similar a un emperador del Sacro Imperio Romano Germánico . 
La marcha tuvo un papel formal similar al del Himno Pontificio para el Papa como encarnación de la Santa Sede . Características del período nacionalsocialista o noticieros (p. ej. " Deutsche Wochenschau ", etc.) tenía la marcha pegada en la pista de audio como música de fondo cuando se mostraban las apariciones de Hitler. Sin embargo, la marcha ya se usaba con frecuencia antes de que los nazis llegaran al poder. 
La orden de la policía alemana Polizeiverordnung gegen den Mißbrauch des Badenweiler Marsches del 17 de mayo de 1939 ordenó que Badenweiler solo se jugara cuando Hitler estuviera presente.
El nombre germanizado Badenweiler-Marsch fue introducido por los nacionalsocialistas, siendo Badenweiler un exónimo establecido, pero en desuso, en el alemán estándar.
Se subtitula como "La marcha favorita del Führer" en Triumph of the Will durante el desfile masivo por las calles de Núremberg al final del cual marcha la Leibstandarte SS Adolf Hitler .
Posteriormente, el poeta alemán Oskar Sauer-Homburg agregó letras a la última sección de la marcha después del ascenso de Hitler al poder en 1933. Estas letras eran las siguientes:
Vaterland, hör' deiner Söhne Schwur: ¡Nimmer zurück! Vorwärts den Blick! Herzen empor! Großer Gott, schirme die Heimatflur, segne das Volk, segne den Mann, den es erkor! Rein und stolz tönet in Süd und Nord deutscher Sang wieder und deutsches Wort Waffengeweiht, friedensbereit, eilet zu Hauf! Flammendes Licht, Wolken durchbricht, Sonne glüht auf Glockenklang kündet des Reiches Ehr', Siegfrieds Geschlecht, rang um sein Recht, machte sich frei! Hakenkreuz leuchtet vom Fels zum Meer. Brüder, ans Werk, dem Führer treu!
Patria, escucha el juramento de tus hijos: ¡Nunca más atrás! ¡Mirar hacia el futuro! ¡Corazones arriba! ¡Gran Dios, protege la patria, bendice al pueblo, bendice al hombre que escogieron! Sonidos puros y orgullosos en la canción del sur y del norte de Alemania nuevamente y la palabra alemana dedicada a las armas, listo para la paz, ¡apúrate! La luz llameante atraviesa las nubes, el sol brilla El sonido de la campana anuncia el honor del imperio, la raza de Siegfried luchó por su derecho, ¡se liberó! La esvástica brilla desde la roca hasta el mar. ¡Hermanos, a trabajar, fieles al Líder!

## Después de la Segunda Guerra Mundial
Su conexión con la Alemania Nazi dañó la reputación de Georg Fürst como compositor en la Alemania de posguerra. Sin embargo, en la década de 1990 tuvo lugar un renacimiento de sus otras composiciones.
En 1957, el primer director de la Bundeswehr Militärmusikdienst, Friedrich Deisenroth, proporcionó una „Fachdienstliche Anweisung“ (directiva de servicio específica) para la orquesta de la Bundeswehr alemana, para evitar tocar la marcha excepto en conciertos con referencia educativa distintiva a los antecedentes históricos. El título oficial sigue siendo Badonviller-Marsch, utilizando la forma francesa del nombre.
Después de la fundación de la RDA en 1959 múltiples orquestas y bandas militares del Ejército Popular Nacional Comunista comenzaron a adaptar muchas marchas tradicionales alemanas, pero Badonviller quedó fuera, al igual que Fridericus-Rex-Grenadiermarsch, Preußens Gloria . y otras marchas alemanas.

## Uso en otros Países
En enero de 1935 durante la visita a Chile del capitán alemán Günther Lütjens a bordo del Crucero Karlsruhe donó las partituras de esta marcha como forma de agradecimiento por la invitación a la Escuela Naval Arturo Prat. Apenas la marcha fue donada comenzó a ser utilizada como marcha de desfile por la Escuela Naval Arturo Prat hasta 1940 cuando fue remplazada por la Marcha militar alemana "Los Nibelungos". años después en la década de los años 40 el equipo deportivo naval de talcahuano adoptó la marcha Badonviller como himno oficial bajo el nombre "Himno Naval"